# 알말루에스

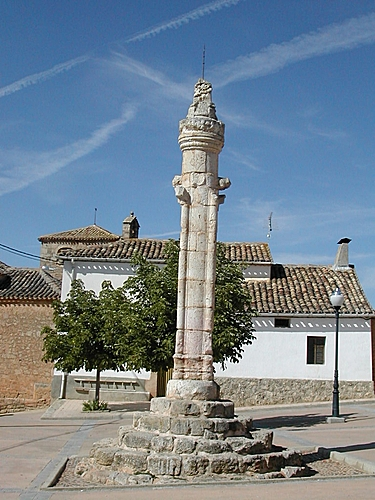

알말루에스(Almaluez)는 스페인의 광역자치주 카스티야이레온주 소리아도에 위치한 스페인의 마을이자 지방 자치체이다.
인구 수는 2005년 기준으로 243명이며 그 중 남성이 128명, 여성이 115명이다. 면적은 160 제곱킬로미터이며 인구 밀도는 25.3명이다.